# Малая Пульникова
Малая Пульникова — деревня в Камышловском районе Свердловской области России, входит в состав Галкинского сельского поселения.

## Географическое положение
Деревня Малая Пульникова расположена в 20 километрах (по автодороге в 22 километрах) к северу от города Камышлова, на левом берегу реки Юрмач — левого притока Пышмы. В окрестностях деревни расположена система прудов, а в 0,5 километрах проходит авттдорога Камышлов — Ирбит.

## Население
| 2002 | 2010 | 2021 |
| ---- | ---- | ---- |
| 41   | ↘25  | ↘6   |